# Кирнос, Дмитрий Петрович
Дмитрий Петрович Кирнос (29 августа 1905, Слободской, Вятская губерния — 1995, Москва) — советский учёный, сейсмолог; доктор физико-математических наук (с 1952), старший научный сотрудник Института физики Земли АН СССР..

## Биография
Родился в г. Слободском Вятской губ. В 1923 окончил школу в г. Халтурине (ныне Орлов), в 1930 Ленинградский университет. С февраля 1926 в сейсмическом отделе физико-математического института АН СССР, затем в Сейсмическом институте АН СССР. Разрабатывал сейсмические методы геофизической разведки. Занимался инженерной сейсмологией. Приборами, созданными Кирносом, оснащены все сейсмические станции в нашей стране, а также в Болгарии, Югославии, Кубе, КНР, Чехословакии, ФРГ, Финляндии, Индии, Египте. Автор более 80 научных работ. С 1943 работал в институте физики Земли им. О. Ю. Шмидта. Награжден двумя орденами Трудового Красного Знамени, медалями, Большой золотой и серебряной медалями ВДНХ.
Похоронен в Москве на Введенском кладбище (29 уч.).
Сын, Кирнос Михаил Дмитриевич (1947—2001), доктор биологических наук
Автор более 80 научных работ; создал ряд приборов, которые используются на сейсмических станциях.